# نوردلاند (نروژ)
نوردلاند (به لاتین: Rana) یک شهرداری در نروژ است که در نوردلاند واقع شده‌است. نوردلاند ۴٬۴۵۹٫۷۲ کیلومتر مربع مساحت و ۲۶٬۳۱۵ نفر جمعیت دارد.

## نگارخانه

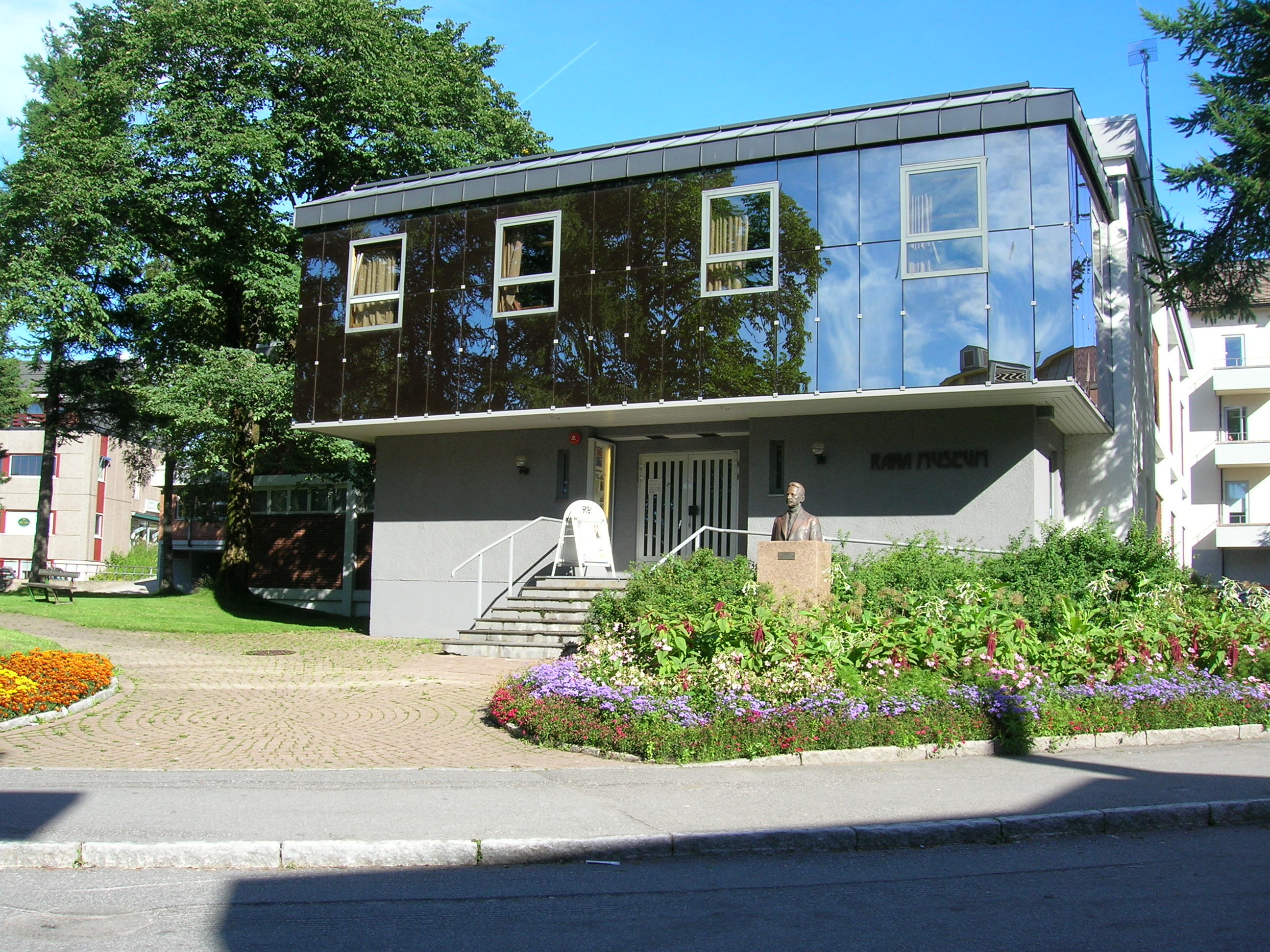
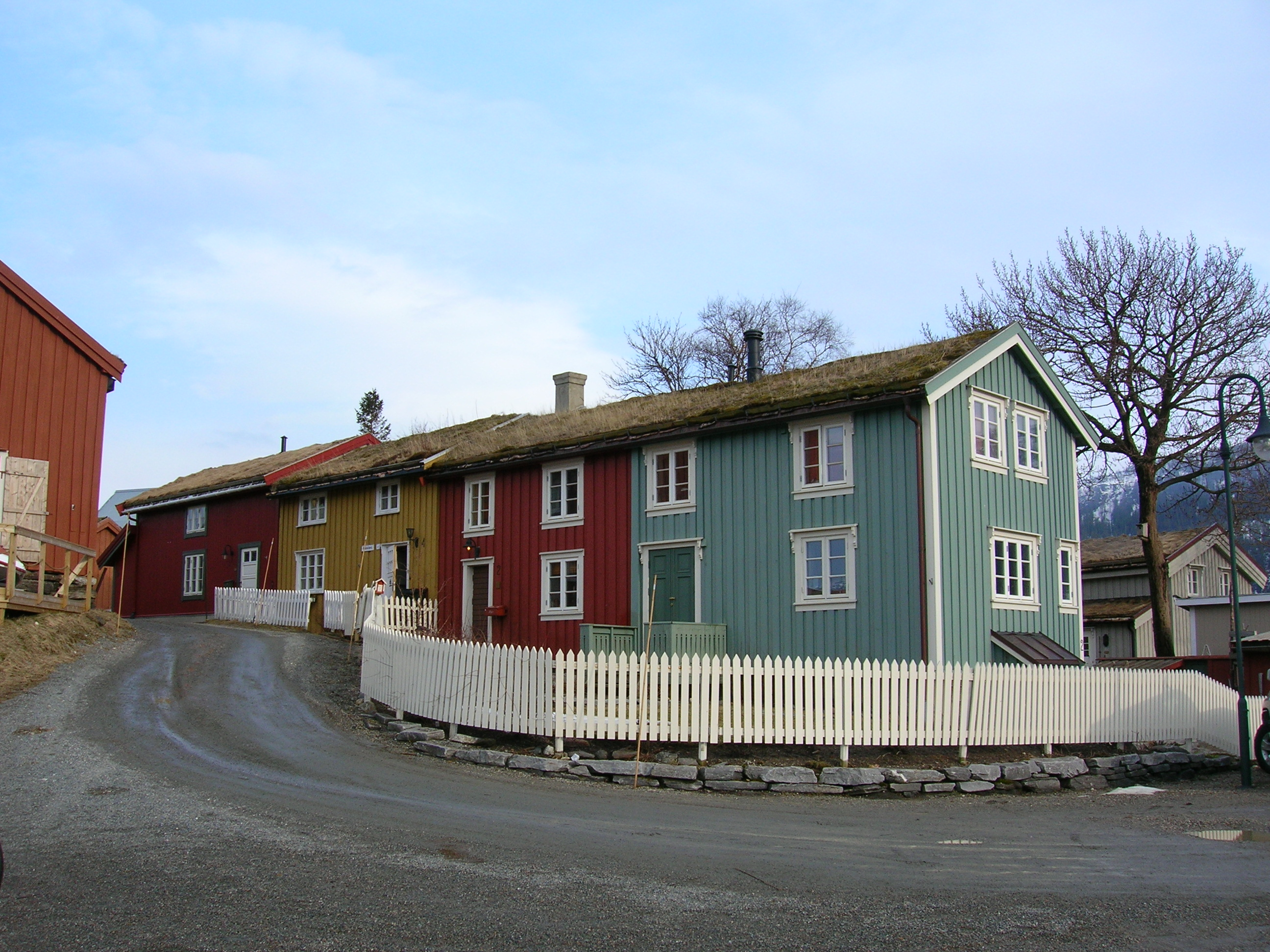
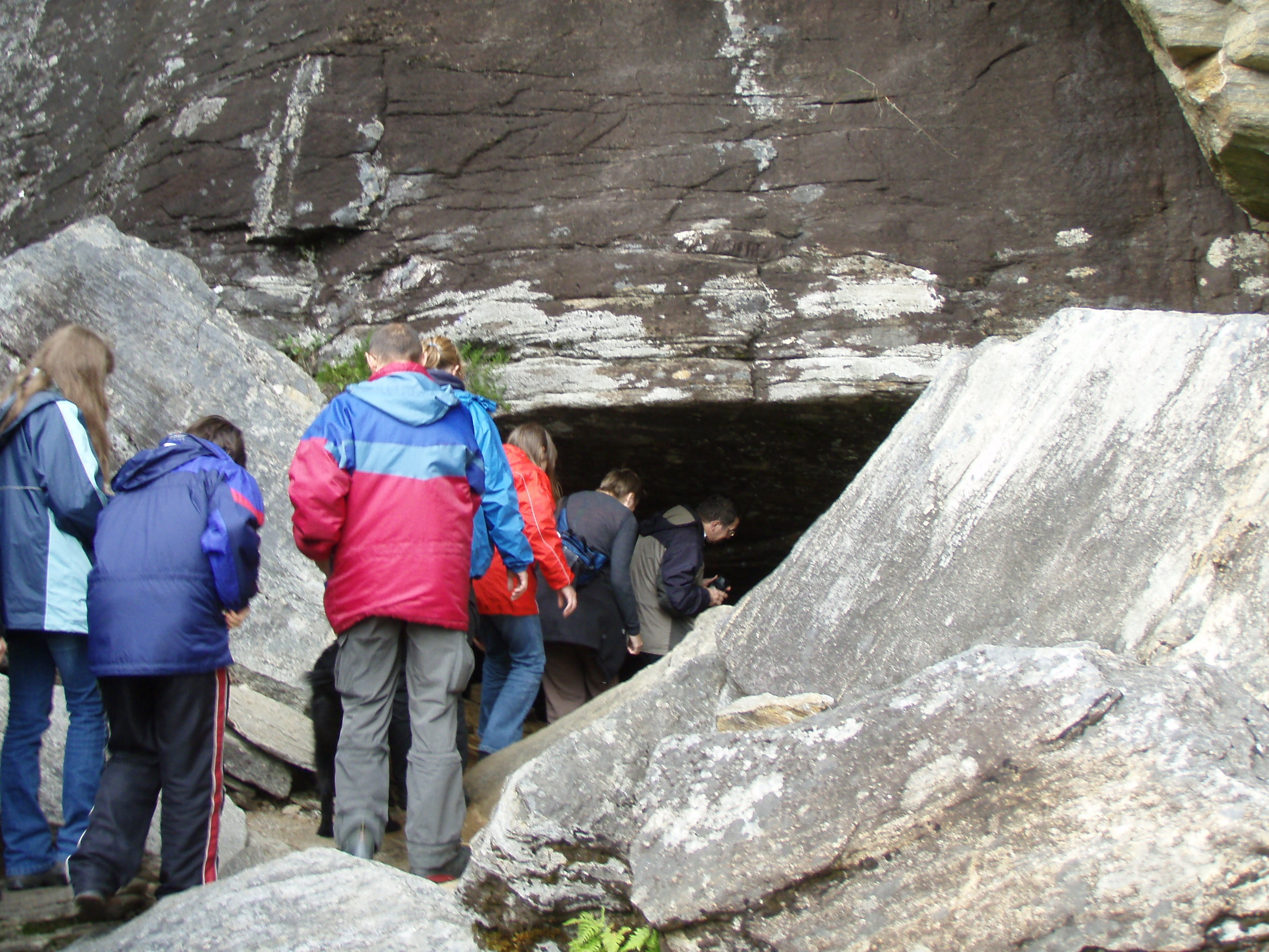